# Kalamita

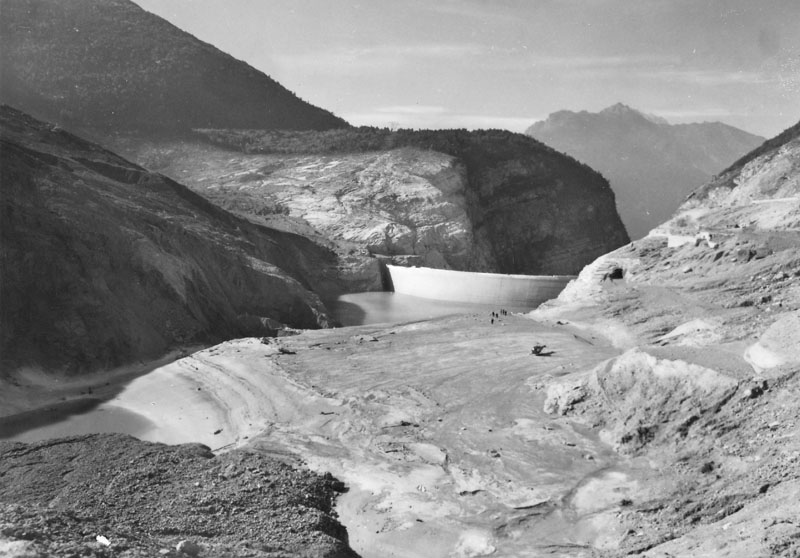
Sesuv půdy při katastrofě na přehradě Vajont 10. října 1963

Kalamita označuje větší nehodu, neštěstí, pohromu, havárii či živelní katastrofu (často i jejich vzájemnou kombinaci) obvykle s velkým dosahem a mimořádnými následky. Zpravidla se jedná o událost, která nepříjemně zasahuje do života většího množství lidí a výrazně komplikuje aktuální společenskou situaci.

## Charakteristika
S tímto pojmem můžeme se setkat např. v sousloví sněhová kalamita (zimní kalamita), kdy vyjadřuje plošnou pohromu způsobenou především nepříznivými klimatickými vlivy, např. sněhem, ledem (námraza a náledí) a větrem. Kalamita tohoto druhu pak sekundárně způsobuje zejména velké dopravní komplikace, od velkých zpoždění prostředků veřejné dopravy až po enormní nárůst dopravních nehod, popadané sloupy elektrického rozvodu, nárůst úrazů díky zvýšeným pádům na zem (zlomeniny), zamrzání různých sypkých substrátů v železničních vozech, nárůst počtu vodovodních poruch, plošná poškození lesních porostů (plošné polomy atd.) apod.
Plošná poškození lesních porostů, neboli lesní kalamity, ovšem nemusí nutně způsobovat jen sníh, námraza a vítr, může se zde jednat i o kalamity způsobené vysokým poškozením lesních porostů hmyzími škůdci jako je např. lýkožrout smrkový či bekyně mniška apod.
Dalším příkladem kalamitní situace může být plošný rozpad veřejné elektrorozvodné sítě způsobený nesprávnou regulaci odběru elektrické energie (z historie známé např. z USA) – výpadek dodávky elektřiny, tzv. blackout.